# Carlo Ceci
Carlo Ceci (Chiaravalle, 26 novembre 1917 – Chiaravalle, 3 maggio 2013) è stato un artista italiano.
In particolare è stato incisore, pittore, storico del costume e del teatro.

## Biografia
Nacque a Chiaravalle nel 1917; si trasferì in Urbino per frequentare l'Istituto per la Decorazione e l'Illustrazione del Libro, dove fu allievo di Ettore Di Giorgio (per la Litografia), Mario Delitala e Francesco Carnevali; si diplomerà nel 1937.
Nel 1941 frequenta l'Accademia di Brera a Milano, dove conosce Giuseppe Palanti e sotto la sua guida amplia le sue conoscenze ed espande i propri orizzonti.
Tornerà in Urbino nel 1945, come insegnante di Litografia (fino al 1978) presso l'Istituto d'Arte, inoltre ricoprirà anche le cattedre di storia del costume e di storia del teatro (dal 1954 al 1975). All'insegnamento si dedicò con passione e dedizione, intessendo uno stretto rapporto con i suoi alunni.
Ceci s'impegnò molto anche nella vita culturale di Urbino, partecipando a svariate manifestazioni culturali, come: le edizioni del Teatro Rinascimentale di Corte, a cui contribuì con le sue conoscenze di storia del costume e storia del teatro, e i Corsi Estivi Internazionali di Incisione, di cui fu l'ideatore assieme ai colleghi Renato Bruscaglia e Pietro Sanchini. Inoltre dal 17 dicembre 1950, divenne socio della locale Accademia Raffaello, nella quale ricoprì la carica di Consigliere nel Consiglio Direttivo, dal 1961 al 1968.
La produzione artistica di Ceci si caratterizzò per le litografie, l'illustrazioni e le pitture; si può seguire la sua evoluzione artistica mediante la sua partecipazione alle maggiori Mostre di Bianco e Nero e di pittura nazionali e internazionali, con opere spesso premiate, come: ai Littoriali dell'Arte del 1936, la Biennale d'Arte e d'Incisione Veneziana, i Quadriennali, i Premi Marche, le Biennali di Cremona, i premi "Giovan Battista Salvi" a Sassoferrato fino alla Mostra Collettiva di Incisione di Pesaro, nel 1986; oltre a diverse mostre personali e collettive all'estero, da Atene a Lima passando per San Paolo, Graz, Zurigo, Dublino, Stoccolma, Cracovia, Varsavia e Potsdam, per citarne solo alcune.
Lo stile di Ceci risente inizialmente della "maniera" di Francesco Carnevali, uno dei suoi maestri, poi con gli anni passati alla Brera il suo stile si personalizza; successivamente si appassiona allo stile di Giorgio Morandi, per poi avvicinarsi a quello di Paul Cézanne e Carlo Carrà.
A Ceci la poetessa Marisa Zoni ha dedicato diverse poesie e il suo collega Arnoldo Ciarrocchi ha dedicato la Lettera semiseria all'incisore Carlo Ceci, in "Io Incisore". In anni più recenti, Ceci si è dedicato maggiormente alla pittura a tempera.
È morto, dopo una lunga malattia, nella notte tra il 2 e il 3 maggio 2013, all'età di 95 anni. La sua salma è stata sepolta nel piccolo cimitero in località San Cipriano, a poca distanza da Urbino, dove è sepolto anche Paolo Volponi. Ha lasciato gran parte della sua biblioteca personale all'Accademia Raffaello.

## Scritti
- Stilistica: storia del costume e dell'abbigliamento per gli alunni del 1º e 2º corso di Magistero dell'Istituto di Belle Arti per la decorazione e la illustrazione del libro. Urbino, L. Bravi e M. Bruscaglia (a cura di), Urbino, Accademia Raffaello, 2023, ISBN 978-88-87573-64-0 (Pubblicazione postuma).